# Matlab Uttar Upazila
Matlab Uttar Upazila är ett underdistrikt i Bangladesh. Det ligger i den centrala delen av landet, 40 km sydost om huvudstaden Dhaka.
Trakten runt Matlab Uttar Upazila består till största delen av jordbruksmark. Runt Matlab Uttar Upazila är det mycket tätbefolkat, med 1 411 invånare per kvadratkilometer.